# Lukoveț-Vîșnivskîi, Rohatîn
Lukoveț-Vîșnivskîi (în ucraineană Луковець-Вишнівський) este localitatea de reședință a comunei Lukoveț-Vîșnivskîi din raionul Rohatîn, regiunea Ivano-Frankivsk, Ucraina.

## Demografie
Componența lingvistică a localității Lukoveț-Vîșnivskîi
     Ucraineană (99,72%)
     Alte limbi (0,28%)
Conform recensământului din 2001, majoritatea populației localității Lukoveț-Vîșnivskîi era vorbitoare de ucraineană (99,72%), existând în minoritate și vorbitori de alte limbi.